# Ibn Abi Zayd
Abū Muḥammad ʿAbd Allāh ibn Abī Zayd al-Qayrawānī, detto Ibn Abī Zayd (in arabo أبو محمد عبد الله ابن أبي زيد القيرواني‎?; Qayrawan, 922 – Qayrawan, 996), è stato un giurista berbero d'Ifriqiya.
Faqīh malikita fu soprannominato "Piccolo Malik" per la sua dottrina. La sua opera più apprezzata e tuttora conosciuta e impiegata, è la al-Risāla, considerata la terza opera più importante del madhhab malikita dopo la al-Muwaṭṭaʾ dell'imam Mālik b. Anas e la al Mudawwana dell'imam Sahnum ibn Sa'id al-Tanukhi. 
Era membro della tribù berbera dei Nefzawa. Trascorse la maggior parte della sua vita nella Città Santa di Qayrawān.
Ibn Abī Zayd al-Qayrawānī ha contribuito coi suoi lavori alla regressione dello sciismo nell'Ifrīqiya del X secolo e alla propagazione del Malikismo in Nordafrica e nell'Africa occidentale.